# In My Defence
In My Defence è una canzone scritta da Dave Clark ed interpretata da Freddie Mercury. È stata registrata negli Abbey Road Studios nell'ottobre 1985 ed è stata pubblicata per la prima volta nel 1986 sull'album omonimo inciso come colonna sonora del musical Time, dello stesso anno.

## Descrizione
Il brano venne pubblicato ufficialmente prima come B-side del singolo Time nel 1986 ed in seguito come lato A nel 1992, per la promozione del The Freddie Mercury Album e della sua controparte statunitense The Great Pretender
Compare in un progetto riguardante il solo Freddie Mercury nel 1992, inclusa nel Freddie Mercury Album, sebbene nella versione remixata da Ron Nevison. È stata inserita nel box set Freddie Mercury Solo Collection del 2000 ed è la prima traccia della raccolta pubblicata nel settembre del 2006 Lover of Life, Singer of Songs: The Very Best of Freddie Mercury Solo. Il brano appare inoltre nelle successive raccolte postume del cantante.

## Video musicale
Il videoclip (sempre relativo alla versione del 1992) è un mix di registrazioni, concerti e immagini dei Queen nel corso della loro carriera, con gli ultimi momenti tratti dal video di These Are the Days of Our Lives dove il cantante, ormai consumato dall'AIDS, dice "I Still Love You". Il video, mostra non solo parti di concerti o della vita pubblica, infatti il regista ha deciso di comporlo con immagini di Freddie, nella sua vita privata, ha inserito quasi tutte immagini di Freddie sorridente. Disse che era appena morto, quando fecero il video, ed erano tutti commossi, ma non volevano dare l'idea di un video triste, ma come avrebbe voluto Freddie Mercury un video con immagini divertenti e di felicità.

## Tracce

### Versione 7"
1. In My Defence (Ron Nevison Remix) - 3:52
2. Love Kills (Richard Wolf Remix) - 3:29

### Versioni 12" / CD-Maxi
edizione 1992
1. In My Defence (Ron Nevison Remix) - 3:52
2. Love Kills (Richard Wolf Remix) - 3:29
3. She Blows Hot & Cold (Non-Album B-side) - 3:37
4. In My Defence (Original Version) - 3:58

riedizione 1993
1. In My Defence (Ron Nevison Remix) - 3:52
2. Love Kills (Richard Wolf Remix) - 3:29
3. Mr. Bad Guy (Original Version) - 4:10
4. Living on My Own (Underground Solutions Mix) - 5:46